# تائية الافتقار إلى الله
القصيدة التائية في الافتقار إلى الله متن منظوم على أبيات من الشعر، نظمها الإمام أحمد بن عبد الحليم ابن تيمية، وهو محبوس في السجن، يصف فيها افتقار خلق الله إلى خالقهم. وردت القصيدة في كتاب «مدارج السالكين» لابن قيم الجوزية، وذكر أن شيخه ابن تيمية، بعث له في آخر عمره قاعدة في التفسير بخطه وعلى ظهرها أبيات بخطه من نظمه.